# Khasab
Khasab ou Al-Khasab, en arabe خصب, est une ville du Sultanat d'Oman située au Nord du pays, dans la péninsule de Musandam. C'est la capitale du gouvernorat de Moussandam, une exclave du sultanat dans le territoire des Émirats arabes unis, et capitale du district de même nom (Wilayat Khasab).

## Géographie
Khasab se trouve dans le détroit d'Ormuz qui relie le Golfe Persique au Golfe d'Oman (et la mer d'Arabie), face à l'Iran – une position stratégique qui a marqué son histoire.
Le petit port a été aménagé à l'embouchure du Wadi Khasab.

## Hébergement
- Khasab Hotel, Esra Appartement, Qada Tourist Hotel,
- Golden Tulip Resort,
- camping
- restauration : Dhabi Yeman, Bashaer Khasab, Dibba,
- à voir : port, fort, marché aux poissons, commerces,
- à faire : promenade, balades en mer, plongée

## Environs
- Qidah, Al Jadi, Bukha,
- Khawr Nadj, Khalidiya Park, plateau de Sayh,
- côté mer : estuaire d'Ash Sham, Kumzar,

## Transports
Khasab est doté d'un aéroport civil et militaire : 45 minutes de vol depuis Mascate.

## Histoire
- Empire colonial portugais

## Galerie

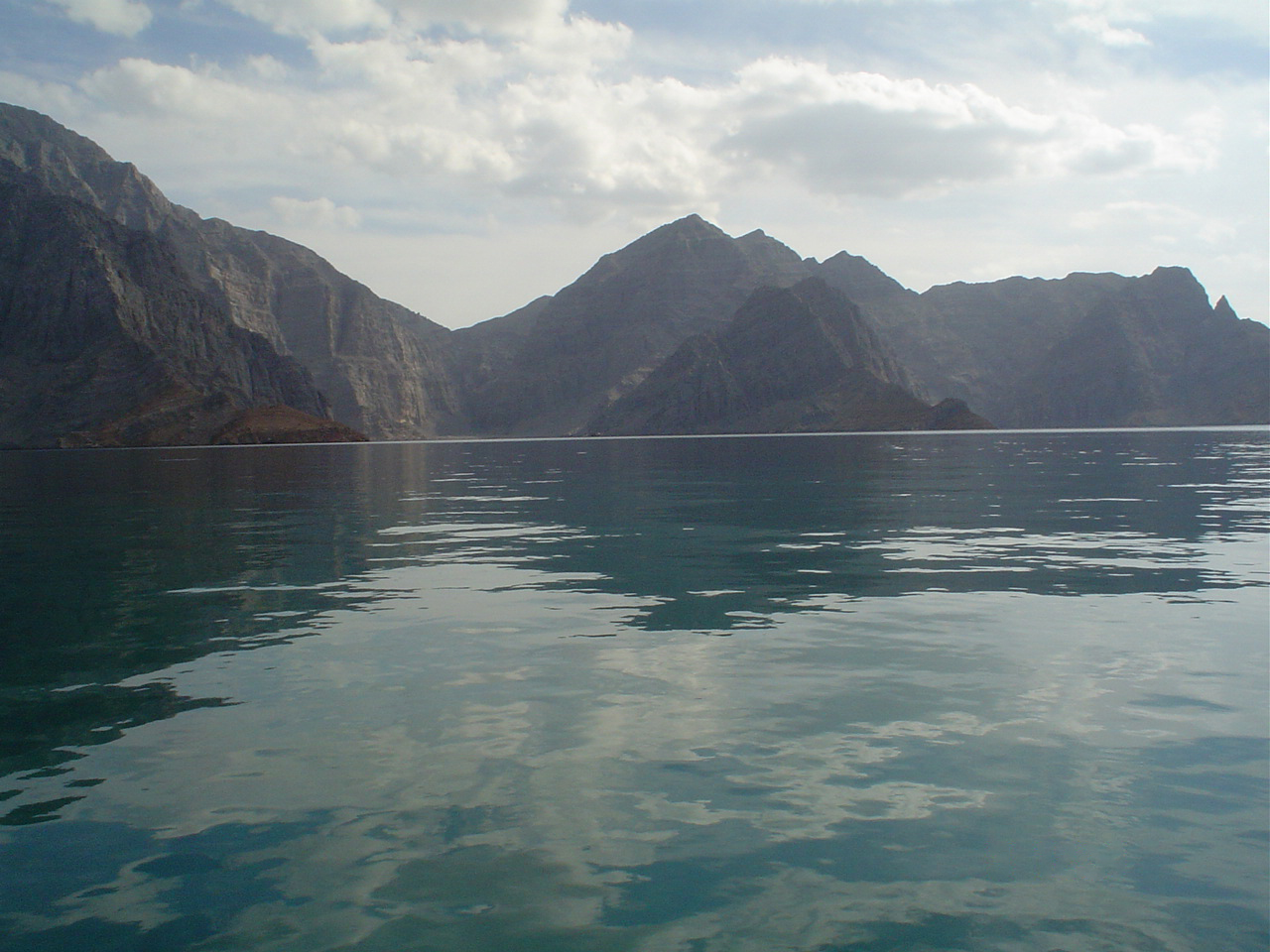
Vue de rias.
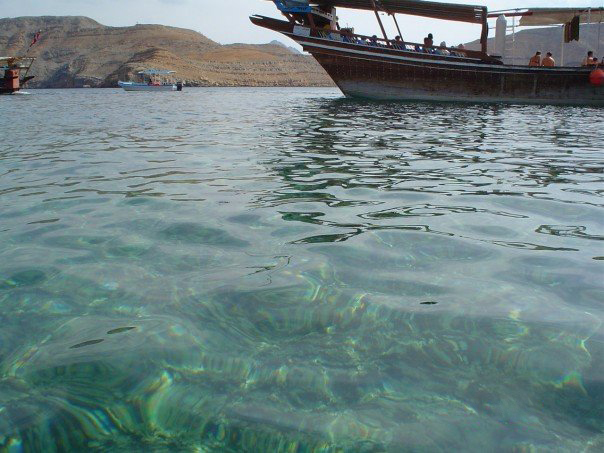
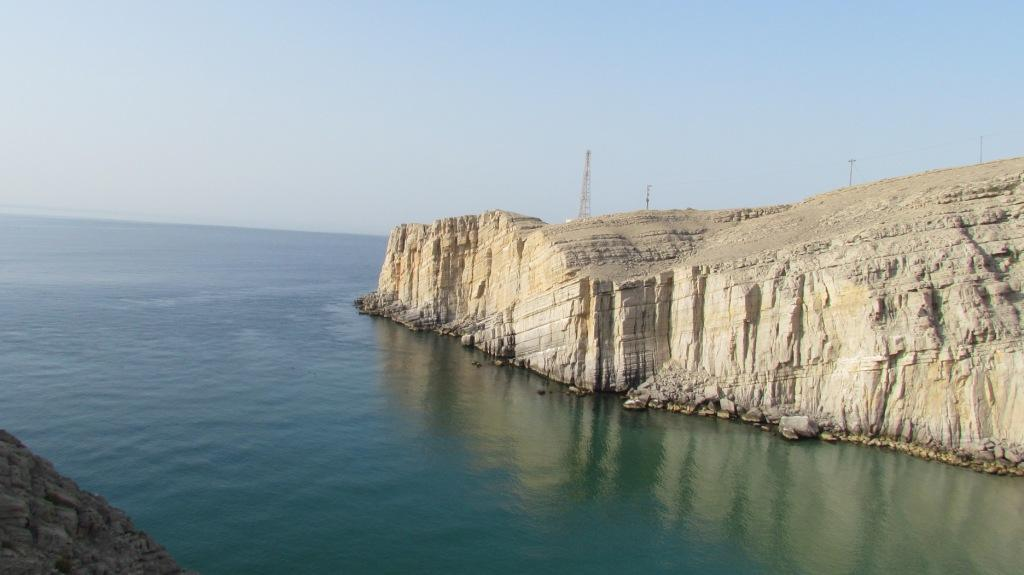
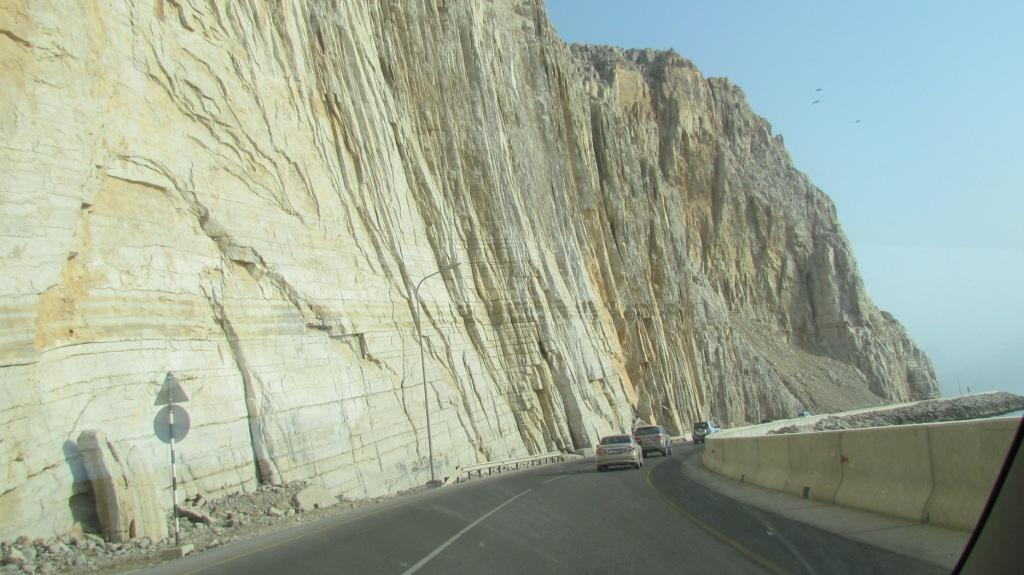
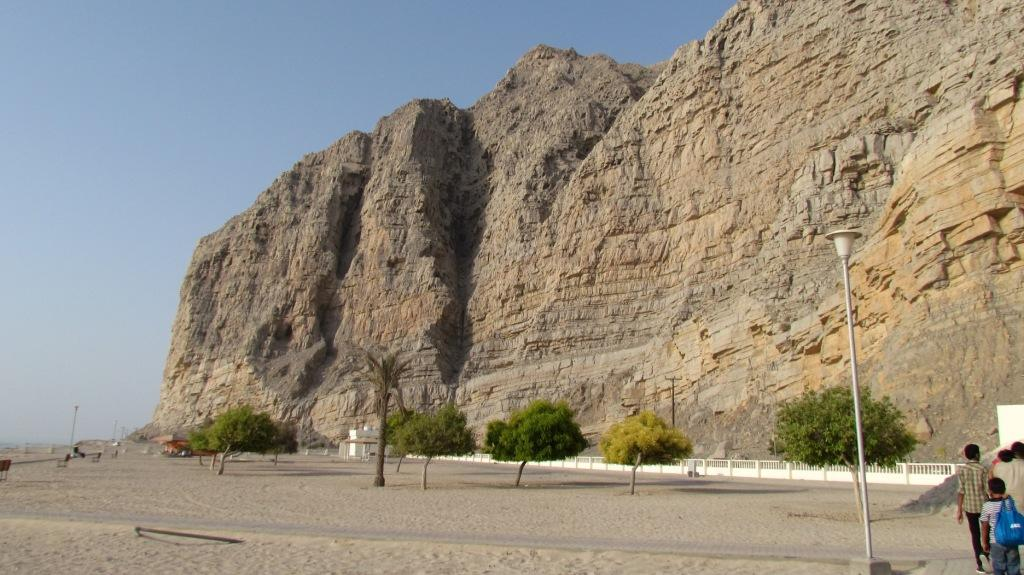
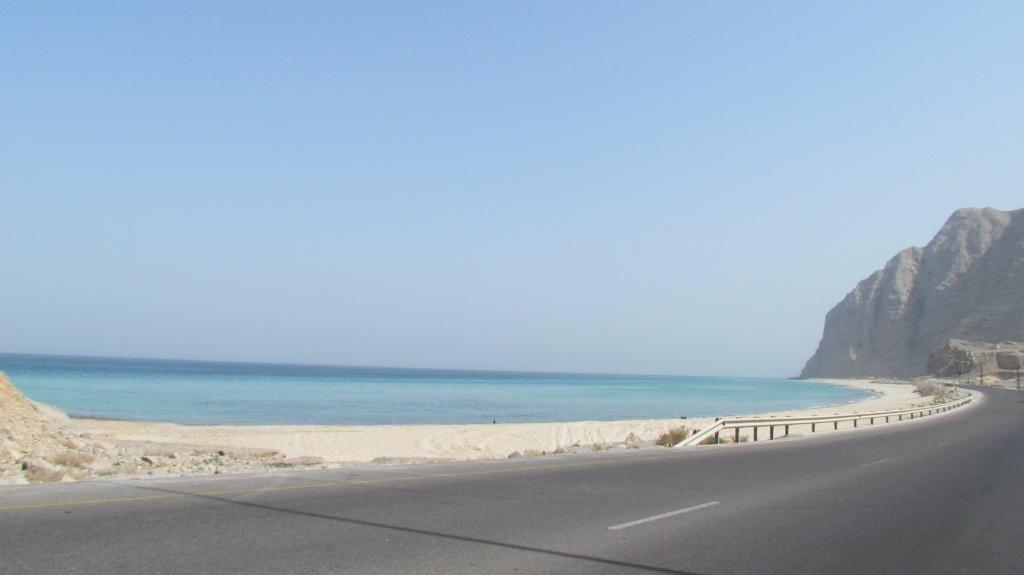